# Alfred Larsen
Alfred Larsen (24 de novembro de 1863 — 10 de setembro de 1950) foi um velejador norueguês, campeão olímpico. Ele competiu nos Jogos Olímpicos de Verão de 1912 na classe 12 Metre e conquistou a medalha de ouro na disputa a bordo do Magda IX com Johan Anker, Eilert Falch-Lund, Halfdan Hansen, Magnus Konow, Nils Bertelsen, Arnfinn Heje, Petter Larsen, Christian Staib e Carl Thaulow. Larsen assumiu uma empresa familiar que se tornou um dos principais importadores de vinhos e licores da Noruega. Ele foi condecorado Cavaleiro da Ordem de St. Olav em 1912.